# الی جونیور کروپی
الی جونیور کروپی (انگلیسی: Eli Junior Kroupi؛ زادهٔ ۲۳ ژوئن ۲۰۰۶) بازیکن فوتبال اهل فرانسه است که در لوریان توپ می‌زند.
بورنموث او را با رقم سیزده میلیون یورو جذب کرده‌است. بااین‌حال،‌ او تا تابستان ۲۰۲۵ در لوریان باقی خواهد ماند تا نارنجی‌پوشان را در مسیر رسیدن به لیگ ۱ فرانسه همراهی کند. سپس این ستاره‌ی فرانسوی ماجراجویی جدیدش در لیگ برتر را آغاز می‌کند.
وی همچنین در تیم‌های ملی فوتبال زیر ۱۶ سال فرانسه و زیر ۱۷ سال فرانسه بازی کرده‌است.